# Champs-Élysées (album)
Pour les articles homonymes, voir Champs Élysées.
Albums de Bob Sinclar
Paradise
(1998) III
(2003)
Champs-Élysées est le second album studio de Bob Sinclar sorti en 2000.

## Liste des pistes
1. Champs Élysées
2. I Feel For You
3. You Are Beautiful
4. Striptease
5. Got To Be Free
6. Life
7. Save Our Soul
8. Phasing News
9. Ich Rocke
10. Freedom
11. Darlin'